# Joe Fortenberry
Joseph Cephis Fortenberry (Slidell, Luisiana, 1 de abril de 1911-Amarillo, Texas, 3 de junio de 1993) fue un jugador de baloncesto estadounidense. Con 2,03 m de estatura, su puesto natural en la cancha era el de pívot. Fue campeón olímpico con Estados Unidos en los Juegos Olímpicos de Berlín de 1936, equipo del que fue capitán.

## Trayectoria
Aunque nació en Luisiana, Fortenberry creció en una granja en el norte de Texas, ubicada cerca de la localidad de Happy.
Habiendo superado los 2 metros de estatura durante su adolescencia, fue la estrella de baloncesto de la Happy High School y el campeón de boxeo sin guantes del pueblo.
Asistió al West Texas State Teachers College, donde jugó con los Buffaloes. Posteriormente integró poderosos equipos amateurs de la época como los Ogden Boosters de Utah, los McPherson Globe Refiners de Kansas y los Phillips 66 Oilers de Oklahoma. En ese periodo se consagraría dos veces campeón del Torneo Nacional de Baloncesto de la AAU (1936 con los Refiners y 1940 con los Oilers) y sería tres veces reconocido como All-American (1935, 1936 y 1940).
A Fortenberry se le atribuye el haber popularizado la técnica de enceste del slam dunk. El 9 de marzo de 1936 participó de un partido en la YMCA de Nueva York donde anotó de esa manera, lo que llevó al periodista Arthur J. Daley del New York Times a narrar el hecho como:

...dejó el suelo, estiró la mano y lanzó la pelota hacia dentro el aro, como un cliente de cafetería hundiendo [dunking] un panecillo en café.

La jugada causó impacto en la época, ya que, si bien a veces se hacía, era poco habitual de ver durante los juegos (Fortenberry, que encestaba mediante el slam dunk desde su adolescencia, sólo usaba esa técnica durante los calentamientos previos a los partidos, como una forma de intimidar a los rivales).
Durante la Segunda Guerra Mundial se alistó en el Ejército de los Estados Unidos. Cumplió con su servicio en el Fort Knox, donde jugó con el equipo de baloncesto del cuartel. Posteriormente pasó a la Base Aérea de March Field, dependiente de la Fuerza Aérea de los Estados Unidos, donde también jugaría al baloncesto con la escuadra institucional. 
En 1945 los Phillips 66 Oilers se unieron a la ABL, convirtiéndose en un equipo profesional. En consecuencia Fortenberry se incorporó a los Phillips Lee Tires, un equipo amateur formado por exmiembros de los 66ers. 
Fue incorporado al Salón de la Fama del Baloncesto Amateur de la Helms Athletic Foundation en 1957.

## Selección nacional
Fortenberry integró la selección de baloncesto de Estados Unidos que compitió en los Juegos Olímpicos de Berlín de 1936. Capitaneando a un combinado de jugadores de los McPherson Globe Refiners y los Hollywood Universals, consiguió la medalla de oro tras vencer a  Canadá en la final de lo que sería el primer torneo de baloncesto olímpico de la historia.